# Trense von Großörner
Koordinaten: 51° 37′ 0″ N, 11° 29′ 24″ O
Die Trense von Großörner, eine Pferdetrense reiternomadischer Provenienz erwies sich als die kostbarste Grabbeigabe in einem Elitegrab von Großörner im Mansfelder Land in Sachsen-Anhalt. Die Trense lag zusammen mit anderen wertvollen Grabbeigaben in dem altthüringischen Knabengrab von Großörner. Das Elitegrab wurde im Jahr 1936 bei der Ausgrabung eines kleinen Körpergräberfeldes einer germanischen Elite aus der späten Völkerwanderungszeit entdeckt. Die Funde in Großörner wurden vom Landesmuseum Halle untersucht. Die außerordentlich wertvolle Trense wird in die späte Völkerwanderungszeit (um 500 n. Chr.) datiert.
Die hervorragende Grabbeigabe gab Anlass, den bestatteten Knaben mit der Königssippe der Thüringer in Verbindung zu bringen. Die reiche, schon im sechsten Jahrhundert beraubte Bestattung wird als Elitegrab ersten Ranges eingestuft.

## Fundbeschreibung
Die Pferdetrense reiternomadischer Provenienz ist die kostbarste der Völkerwanderungszeit in Europa. Die Knebeltrense besteht aus einem Gebissteil aus Eisen und tauschiertem Silber in Niello-Technik. Die Knebel der Trense, die sich im Pferdemaul befinden, waren aus organischem Material gefertigt und seitlich mit geriefelten Goldhülsen umkleidet. Am Ende der seitlichen Knebelstangen befanden sich ursprünglich vier Goldknöpfe mit Almandinen aus Sri Lanka, die in Cloisonné-Technik als Plättchen auf geriefelter Goldfolie eingearbeitet wurden. Lediglich zwei der kostbaren Knopfenden sind noch erhalten. Deutliche Abnutzungsspuren an der Trense zeigen, dass sie vor der Beigabe ins Grab viel in Gebrauch gewesen ist.
Silbertauschierung, gerippte Hülsen aus Gold über den eisernen Seitenstangen, die Almandine in den Endknöpfen der Seitenstangen und silberne Riemenzwingen für die Zügel bezeugen den außerordentlichen Status des Besitzers. Aus dem hochrangigen Fürstengrab von Krefeld-Gellep aus Gelduba zur Merowingerzeit liegt eine ähnliche Trense vor, deren kostbare Verzierung allerdings 'nur' silberne gerippten Hülsen und Almandine aufweist.

### „Prinzengrab von Großörner“ (Befund 19)
Das Knabengrab in einer hölzernen Grabkammer – mit einem Umfang von 2,80 mal 3,06 Metern bei einer Tiefe von 2,70 Metern – enthielt trotz Beraubung noch außergewöhnliche Grabbeigaben. Ein goldener Kolbenarmring, Silberknöpfe und die äußerst kostbare Pferdetrense reiternomadischer Provenienz lassen in dem bestatteten Knaben einen Angehörigen der altthüringischen Königsfamilie vermuten. In zwei Grabgruben neben dem Knabengrab waren drei Reitpferde und zwei Jagdhunde begraben. Ein weiteres Grab mit einem Pferd und einem Hund lag in der Nähe.

### Kolbenarmring reiternomadischer Provenienz
Der Kolbenarmring vor allem stellt das altthüringische Prinzengrab zu den herausragenden Elitegräbern Europas mit reiternomadischer Provenienz.

### Gräberfeld von Großörner
Die ,Adels-Nekropole auf dem Gebiet der Thüringer enthielt 20 Körperbestattungen sowie fünf Tiergräber mit insgesamt sieben Pferden und fünf Hunden.

### Altthüringisches Elitegrab (Befund 1)
Das zweite Elitegrab mit einer hölzernen Grabkammer mit einem Umfang von 4 mal 4,5 Metern bei einer Tiefe von 1,40 Metern enthielt trotz der antiken Beraubung noch Grabbeigaben eines Elite-Kriegers ersten Ranges. Darunter befand sich Goldbrokat, was zu dieser Zeit im Barbaricum nachweislich den königlichen Geschlechtern der germanischen Elite Europas vorbehalten war.

## Deutung
Ein ,Prinz` der Altthüringer wurde in einer hölzernen Kammer mit prunkvollen Grabbeigaben beigesetzt. Seine Pferde und Hunde wurden mit ihm bestattet. Neben einem goldenen Handgelenkring reiternomadischer Provenienz stellt die Pferdetrense das wertvollste Stück dieser Art aus der späten Völkerwanderungszeit dar.

## Ausstellung
Die hervorragende Trense – aus Gold, Almandin und Silber mit Tauschierung, Niello- und Cloisonné-Technik eingearbeitet – ist Teil der Sammlung des Landesmuseums für Vorgeschichte in Halle.

## Weblink
- Landesmuseum für Vorgeschichte (Halle): Abbildung der Trense von Großörner